# الف حاجی‌اف
الف حاجی‌اف (ترکی آذربایجانی: Alif Haciyev Lətif oğlu; ۲۴ ژوئن ۱۹۵۳ – ۲۶ فوریهٔ ۱۹۹۲) افسر، فرمانده پلیس فرودگاه خواجه‌لی بود، که در کشتار خواجه‌لی در جریان جنگ قره‌باغ از سوی نیروهای مسلح ارمنستان کشته شد. بعد از مرگش به او نشان قهرمان ملی جمهوری آذربایجان، والاترین عنوان افتخار این کشور اعطاء شد.

## اوایل زندگی
الف حاجی‌اف ۲۴ ژوئن سال ۱۹۵۳ در شهرستان خواجه‌لی، از توابع بخش قره‌باغ کوهستانی آذربایجان شوروی، چشم به دنیا گشود. او در ارتش سرخ شوروی خدمت سربازیاش را سپری کرد و سپس ساکن مینسک، پایتخت جمهوری شوروی سوسیالیستی بلاروس شد. بین سال‌های ۱۹۷۴ تا ۱۹۸۴، به زمامداری چند تا پست عالی‌رتبه در وزارت کشور بلاروس و نیز در نیروی انتظامی جمهوری خودمختار قره‌باغ کوهستانی آذربایجان شوروی رسید. در دسامبر سال ۱۹۹۰ بود، که به فرماندهی پلیس فرودگاه خواجه‌لی رسید.

## کشتار خواجه‌لی
الف حاجی‌اف در مدت چند ماه، کمک‌های زیادی به نیروهای مدافع شهرستان خواجه‌لی کرد که تحت محاصره کامل، در قطعی گاز و برق و در کمبود مواد غذایی به سر می‌برد. زمانی که در ۲۵ فوریه سال ۱۹۹۲، ارتش ارمنستان تعرض به خواجه‌لی را شروع کرد، الف حاجی‌اف دستور به تخلیه مردم شهرستان داد.
او نیمه شب به همراه معدودی از نیروهای آذربایجانی اقدام به اسکورت نظامی غیرنظامیان در امتداد رود «گورگور» به سمت دشتی در نزدیکی روستای ناخیجوان‌لی واقع در فاصله ۶ مایلی از مواضع ارتش آذربایجان در ده «شللی» شهرستان آق‌دام نمود؛ ولی در حوالی بامداد فوریه ۲۶، کشتار جمعی غیرنظامیان آذربایجانی به دست نیروهای ارمنستان رخ داد، که معروف به کشتار خواجه‌لی است.

## مرگ
الف حاجی‌اف یکی از نیروهای آذربایجانی بود، که از غیرنظامیان برای فرار از کشتار در خواجه‌لی حفاظت می‌کردند. در حین عبور گروهی از جاده‌ای در این شهرستان، الف حاجی‌اف با انجام تبادل آتش با نظامیان ارمنستان از آن‌ها حراست کرد. به هنگام عبور چهارمین گروه، او در حالی که مشغول به تعویض خشاب اسلحهاش بود، از ناحیه سر مورد اصابت گلوله ارتش ارمنستان قرار گرفته و کشته شد. وی یکی از ۴۰ مدافع مستقر در شهر خواجه‌لی بود، که تعداد ۱۰ نفر از آن‌ها جان سالم به در بردند. در آن کشتار ۶۱۳ نفر از مردم آذربایجانی خواجه‌لی کشته شدند.
الف حاجی‌اف در خیابان شهدای باکو به خاک سپرده شد.

## نشان
از الف حاجی‌اف بعد از مرگش با اهدای نشان قهرمان ملی جمهوری آذربایجان تقدیر به عمل آمد.